# Орлин Филипов
Орлин Борисов Филипов (роден на 25 август 1968 г. в София) е български лекар, специалист по ортопедия и травматология. Той е управител на болница „Витоша“ и автор на множество научни публикации и патенти в областта на ортопедията и травматологията.

## Образование и кариера
Орлин Филипов завършва средно образование в 7-мо училище „Г. Димитров“ (днес „Св. Седмочисленици“) в София. През 1994 г. завършва Медицинска академия в София, където получава диплома за лекар. През 2002–2003 г. придобива специалност „здравен мениджмънт“. През 2007 г. завършва специализация по ортопедия и травматология в Медицинския университет - София.

## Професионален опит.
Д-р Филипов работи в почти всички области на травматологията, включително фрактури, военновременни травми, мекотъканни увреждания и ендопротезиране на стави. Специализира в ендопротезиране на тазобедрена и колянна става, реконструктивна ортопедия и удължаване на крайници по метода на Илизаров, както и разработва собствени методи за лечение на деформации и ендопротезиране на стави.

## Научни постижения и иновации
Д-р Орлин Филипов има редица публикации в специализирани ортопедични списания по света и в България. Неговите оригинални трудове са цитирани в повече от 233 международни студии. Той е автор на 2 нови хирургични метода в ортопедията и травматологията, които са регистрирани и патентовани в Патентното ведомство на САЩ през 2022 г.

## Метод BDSF
През 2011 г. Д-р Филипов разработва новата оперативна техника за вътрешна фиксация при фрактури на бедрената шийка, наречена Biplane Double-supported Screw Fixation (BDSF). Методът получава широк международен отзвук и се прилага в страни като Египет, Индия, САЩ и Норвегия. Методът BDSF е цитиран от над 160 международни научни студии, регистрирани в научната платформа Google scholar, където само трудът от 2011 г. има 64 цитирания в научни трудове (март 2023 г.).  През 2017 г. е публикувана студия, сътрудничество с проф. Karl Stoffel, проф. Boyko Gueorguiev и Christoph Sommer, в която се представят клиничните резултати от прилагането на метода BDSF при фиксация на фрактури на бедрената шийка. Студията разкрива, че 96% от пациентите лекувани чрез този метод постигат срастване.  През 2019 г. методът BDSF получава признание от Американската ортопедична асоциация и е публикуван в тяхното списание JAAOS. 

## Биомеханични изследвания
Орлин Филипов провежда първия в България биомеханичен тест с използване на човешки бедрени кости за механично тестване на здравината на метода BDSF. Резултатите са публикувани в Journal of Injury и имат множество международни цитирания . Експериментите са възпроизведени в университети в Тайван, Китай и други страни, потвърждавайки висока здравина на фиксацията при метода BDSF.     

## Метод „Витоша“
През 2019 г. Филипов описва нова оперативна техника за ендопротезиране на тазобедрена става, наречена Анатомичен директен латерален достъп (Достъп „Витоша“). Методът е патентован и се характеризира с бързо възстановяване и липса на необходимост от кръвопреливане. 
Популярност има и студията Filipov O, Epidemiology and social burden of the femoral neck fractures. J of IMAB 2014; 20(4): 516-218. , със 78 цитирания само в Google scholar (март 2023 г.). 

## Публикации и патенти
Д-р Филипов е автор на учебник-монографията „Surgical treatment of femoral neck fractures“ (2019; Nova Science Publishers, Inc., New York) и на учебник-ръководство по ортопедия и травматология. 

Д-р Филипов е автор на книгата „Защо българите са гневни. Историята на България – две хилядолетия в 600 страници. Историческо разследване на едно 10–вековно културно ограбване и супресия. Доктрина Via Diagonalis“, София, Абагар, 2023 г. 

## Патенти
Орлин Филипов е патентовал два хирургични метода в САЩ: метод за вътрешна фиксация на фрактури на бедрената шийка BDSF и оперативната техника за ендопротезиране на тазобедрена става, наречена „Анатомичен директен латерален достъп (Достъп „Витоша“)“. Патентите му са регистрирани и защитени в САЩ.

## Обществени инициативи
Орлин Филипов е активен участник в обществени инициативи и благотворителни кампании, свързани със здравеопазването в България. Той подкрепя социално слаби пациенти нуждаещи се от лечение, чрез осигуряване на безплатни импланти.

## Лична информация
Орлин Филипов е женен за Мария, Има 3 деца: Мария, Петър и Яна.

## Родители
Негови родители са Борис Ив. Филипов (1935 – 2001) и Петрана Т. Филипова (1942 – 2017).
Борис Филипов произхожда от стария род Белецови-Джунови от село Гинци и е потомък на Митър Хайдутин и Джуно Белецов. Той е икономист. До 1990 г. е заместник-председател по икономическите въпроси на ДСО „Химснаб“ – холдинг, включващ 12 предприятия от химическата промишленост, работи с други държавни монополисти като ДСО „Петрол“, ДСО „Газоснабдяване“ и ВТП „Химимпорт“. Преди това е заемал позицията заместник генерален директор на ДСО „Пластмаси и каучук“ и на ДСО „Петрол“.
Петрана Филипова е икономистка, работила в Министерството на химическата промишленост.